# Списак фудбалских утакмица Холандија - Шпанија
Овај чланак Списак фудбалских утакмица Холандија - Шпанија је списак свих одиграних фудбалских утакмица између националних тимова Холандије и Шпаније.
Холандија и Шпанија су се међусобно састали девет пута. Прва утакмица између ове две земље је одиграна 5. септембра 1920 у Антверпену на Олимпијским играма. Задњи сусрет је одигран је у Јоханезбургу, 11. јула 2010. године на финалу Светског првенства.

## Сусрети
| #  | Место       | Датум              | Утакмица              | Репрезентације      | Резултат | Стрелци |
| -- | ----------- | ------------------ | --------------------- | ------------------- | -------- | --- |
| 1  | Антверпен   | 5. септембар 1920. | ОИ 1920               | Холандија - Шпанија | 1 - 3    | 0-1: Сесумага 7’; 0-2: Сесумага 35’; 0-3: Пичичи 68’; 1-3: Грусјохан 72’                                         |
| 2  | Мадрид      | 30. јануар 1957.   | Пријатељска утакмица  | Шпанија - Холандија | 5 - 1    | 1-0: Гарај 14’; 2-0: Ди Стефано 46’; 3-0: Кубала 54’; 4-0: Ди Стефано 70’; 4-1: Боселар 76’; 5-1: Ди Стефано 89’ |
| 3  | Амстердам   | 2. мај 1973.       | Пријатељска утакмица  | Холандија - Шпанија | 3 - 2    | 1-0: Реп 13’; 1-1: Валдез 20’; 2-1: Рејна 43’ (а. г.); 2-2: Валдез 42’; 3-2: Кројф 90’                           |
| 4  | Виго        | 23. јануар 1980.   | Пријатељска утакмица  | Шпанија - Холандија | 1 - 0    | 1-0: Дани 80’ (пен.)                                                                                             |
| 5  | Севиља      | 16. фебруар 1983.  | ЕП 1984 квалификације | Шпанија - Холандија | 1 - 0    | 1-0: Сењор 44’ (пен.)                                                                                            |
| 6  | Ротердам    | 16. новембар 1983. | ЕП 1984 квалификације | Холандија - Шпанија | 2 - 1    | 1-0: Хутман 26’; 1-1: Сантиљана 41’; 2-1: Гулит 63’                                                              |
| 7  | Барселона   | 21. јануар 1987.   | Пријатељска утакмица  | Шпанија - Холандија | 1 - 1    | 0-1: Гулит 20’; 1-1: Калдере 72’                                                                                 |
| 8  | Севиља      | 15. новембар 2000. | Пријатељска утакмица  | Шпанија - Холандија | 1 - 2    | 1-0: Хијеро 67’; 1-1: Хаселбанк 74’; 1-2: де Бер 85’                                                             |
| 9  | Ротердам    | 27. март 2002.     | Пријатељска утакмица  | Холандија - Шпанија | 1 - 0    | 1-0: де Бер 32’                                                                                                  |
| 10 | Јоханезбург | 11. јул 2010.      | СП 2010 (финале)      | Холандија - Шпанија | 0 - 1    | 0-1: Инијеста 116’;                                                                                              |

## Укупно
| Сусрети          | Укупно одиграно | Победа · Холандија | Нерешено | Победа · Шпанија |
| ---------------- | --------------- | ------------------ | -------- | ---------------- |
| СП               | 1               | 0                  | 0        | 1                |
| СП квалификације | 0               | 0                  | 0        | 0                |
| ЕП               | 0               | 0                  | 0        | 0                |
| ЕП квалификације | 2               | 1                  | 0        | 1                |
| Олимпијске игре  | 1               | 0                  | 0        | 1                |
| Мини СП          | 0               | 0                  | 0        | 0                |
| Пријатељске      | 6               | 3                  | 1        | 2                |
| Укупно           | 10              | 4                  | 1        | 5                |

| Биланс | Холандија | Шпанија |
| голова | 11        | 16      |